# Javier Sáez Castán
Javier Sáez Castán (Huesca, 1964) Ilustrador y escritor español especializado en libros ilustrados. Estudió Bellas Artes, especialidad de Dibujo por la Universidad Politécnica de Valencia, España. Actualmente también se desempeña como profesor y conferenciante.
En 2016 fue galardonado con el Premio Nacional de Ilustración, premio que reconoce toda su trayectoria. Su obra ha recibido también otros galardones, como el premio al Mejor Libro Ilustrado en la Feria Internacional del Libro Infantil y Juvenil de México (2004) y Mejor Libro del Año del Banco del Libro de Venezuela (2005) por su obra Animalario universal del profesor Revillod; el Premio al Arte Editorial de la Cámara Nacional de la Industria Editorial Mexicana por Objetos ¿conocidos? (2007) y el concurso Invenciones (2009) por La venganza de Edison. 

## Estilo
Su propuesta gráfica recuerda a los grabados de los libros de Historia Natural del siglo XIX. Su obra se nutre de referentes muy diversas. En su libro La Merienda del señor verde publicado por Ediciones Ekaré la influencia de René François Ghislain Magritte es innegable, tanto en la indumentaria de los personajes como en el uso de color y composición. 
Sus libros incluyen referencias a diversos idiomas no solo en el texto sino también en la ilustración, estas en general no están allí por su interés filológico sino por el potencial gráfico que aportan a la imagen. En su obra, las palabras son parte de la imagen al igual que cualquier otro objeto.

## Libros publicados como autor e ilustrador
- Picopelosplumas y el hombre pájaro (Ediciones SM, 2000)
- Pom...Pom...¡Pompibol! (Editorial Anaya, 2002)
- Animalario Universal del Profesor Revillod (Fondo de cultura económica, 2004)
- Los tres erizos (Ediciones Ékare, 2003)
- La merienda del señor verde (Ediciones Ékare, 2007)
- Dos bobas mariposas (Serres, 2007)
- Libro Caracol (Fondo de cultura económica, 2007)
- Soñario o diccionario de sueños del Doctor Maravillas (Editorial Océano, 2008)
- El pequeño rey, general de infantería (Ediciones Ékare, 2009)
- Limoncito, un cuento de navidad (Editorial Océano, 2010)
- El conejo más rápido del mundo (Editorial Océano, 2010)
- El pequeño rey, director de orquesta (Ediciones Ékare, 2050)
- Nada pura 100% (Editorial Anaya, 2011)
- El pequeño rey, maestro repostero (Ediciones Ékare, 2013)
- Extraños (Sexto Piso, 2014) (Reed. Barrett, 2024)
- El armario chino (Ediciones Ékare, 2016)

## Libros publicados como ilustrador
- Libros como cuentos, de Hoffmann (Editorial Anaya, 2000)
- Cuentos para niños, de Isaac Bashevis Singer (Editorial Anaya, 2004)
- La pequeña cerillera y otros cuentos (Editorial Anaya, 2004)
- El valiente soldado de plomo (Editorial Anaya, 2004)
- Los viajes de Gulliver (Editorial Sexto Piso, 2014)

## Citas
"Un libro es un jardín que se guarda en un bolsillo”
"Pequeños mundos que duran muy poco pero que encierran algo mágico. Eso son para mí los libros”.